# Lijst van voetbalinterlands Lesotho - Zimbabwe
Deze lijst van voetbalinterlands is een overzicht van alle officiële voetbalwedstrijden tussen de nationale teams van Lesotho en Zimbabwe. De landen hebben tot op heden 24 keer tegen elkaar gespeeld. De eerste ontmoeting, een vriendschappelijke wedstrijd, vond plaats op 6 september 1981 in Mbabane (Swaziland). Het laatste duel, een kwalificatiewedstrijd voor het Wereldkampioenschap voetbal 2026, werd gespeeld in Soweto (Zuid-Afrika) op 7 juni 2024.

## Wedstrijden
| №  | Plaats      | Datum             | Competitie                                        | Wedstrijd          | Uitslag |
| -- | ----------- | ----------------- | ------------------------------------------------- | ------------------ | ------- |
| 1  | Mbabane     | 6 september 1981  | Vriendschappelijk                                 | Zimbabwe − Lesotho | 5 − 2   |
| 2  | Maputo      | 7 maart 1990      | Vriendschappelijk                                 | Zimbabwe − Lesotho | 4 − 1   |
| 3  | Harare      | 3 september 1994  | Afrika Cup 1996 kwalificatie                      | Zimbabwe − Lesotho | 5 − 0   |
| 4  | Maseru      | 9 april 1995      | Afrika Cup 1996 kwalificatie                      | Lesotho − Zimbabwe | 0 − 2   |
| 5  | Maseru      | 18 januari 1998   | COSAFA Cup 1998                                   | Lesotho − Zimbabwe | 0 − 2   |
| 6  | Harare      | 5 maart 2000      | COSAFA Cup 2000                                   | Zimbabwe − Lesotho | 2 − 1   |
| 7  | Maseru      | 13 augustus 2000  | COSAFA Cup 2000                                   | Lesotho − Zimbabwe | 0 − 3   |
| 8  | Bulawayo    | 27 augustus 2000  | COSAFA Cup 2000                                   | Zimbabwe − Lesotho | 3 − 0   |
| 9  | Bulawayo    | 14 januari 2001   | Afrika Cup 2002 kwalificatie                      | Zimbabwe − Lesotho | 1 − 2   |
| 10 | Maseru      | 24 maart 2001     | Afrika Cup 2002 kwalificatie                      | Lesotho − Zimbabwe | 0 − 1   |
| 11 | Harare      | 30 augustus 2002  | Vriendschappelijk                                 | Zimbabwe − Lesotho | 2 − 0   |
| 12 | Masvingo    | 25 mei 2007       | Vriendschappelijk                                 | Zimbabwe − Lesotho | 1 − 1   |
| 13 | Bulawayo    | 12 augustus 2009  | Vriendschappelijk                                 | Zimbabwe − Lesotho | 1 − 1   |
| 14 | Harare      | 19 oktober 2009   | COSAFA Cup 2009                                   | Zimbabwe − Lesotho | 2 − 2   |
| 15 | Molepolole  | 17 juli 2012      | Vriendschappelijk                                 | Zimbabwe − Lesotho | 5 − 3   |
| 16 | Ndola       | 17 juli 2013      | COSAFA Cup 2013                                   | Zimbabwe − Lesotho | 2 − 1   |
| 17 | Bulawayo    | 18 oktober 2015   | African Championship of Nations 2016 kwalificatie | Zimbabwe − Lesotho | 3 − 1   |
| 18 | Maseru      | 25 oktober 2015   | African Championship of Nations 2016 kwalificatie | Lesotho − Zimbabwe | 1 − 1   |
| 19 | Saulspoort  | 5 juli 2017       | COSAFA Cup 2017                                   | Lesotho − Zimbabwe | 3 − 4   |
| 20 | Pietersburg | 6 juni 2018       | COSAFA Cup 2018                                   | Lesotho − Zimbabwe | 0 − 0   |
| 21 | Durban      | 7 juni 2019       | COSAFA Cup 2019                                   | Lesotho − Zimbabwe | 2 − 2   |
| 22 | Harare      | 22 september 2019 | African Championship of Nations 2020 kwalificatie | Zimbabwe − Lesotho | 3 − 1   |
| 23 | Maseru      | 20 oktober 2019   | African Championship of Nations 2020 kwalificatie | Lesotho − Zimbabwe | 0 − 0   |
| 24 | Soweto      | 7 juni 2024       | WK 2026 kwalificatie                              | Zimbabwe − Lesotho | 0 − 2   |

## Samenvatting
| Competitie                                   | Totaal gespeeld | Winst Lesotho | Gelijk | Winst Zimbabwe | Doelsaldo Lesotho – Zimbabwe |
| -------------------------------------------- | --------------- | ------------- | ------ | -------------- | ---------------------------- |
| WK-kwalificatie                              | 1               | 1             | 0      | 0              | 2 − 0                        |
| Afrika Cup-kwalificatie                      | 4               | 1             | 0      | 3              | 2 − 9                        |
| African Championship of Nations-kwalificatie | 4               | 0             | 2      | 2              | 3 − 7                        |
| COSAFA Cup                                   | 9               | 0             | 3      | 6              | 9 − 20                       |
| Vriendschappelijk                            | 6               | 0             | 2      | 4              | 8 − 18                       |
| Totaal                                       | 24              | 2             | 7      | 15             | 24 − 54                      |

LFA · 
Lesothaans vrouwenelftal
Interlands
Tegenstander:
Algerije ·
Angola ·
Benin ·
Botswana ·
Burkina Faso ·
Burundi ·
Centraal-Afrikaanse Republiek ·
Comoren ·
Congo-Kinshasa ·
Ethiopië ·
Gabon ·
Gambia ·
Ghana ·
Guinee ·
Ivoorkust ·
Kaapverdië ·
Kameroen ·
Kenia ·
Laos ·
Liberia ·
Libië ·
Madagaskar ·
Malawi ·
Maleisië ·
Marokko ·
Mauritanië ·
Mauritius ·
Mozambique ·
Myanmar ·
Namibië ·
Niger ·
Nigeria ·
Oeganda ·
Rwanda ·
Sao Tomé en Principe ·
Senegal ·
Seychellen ·
Sierra Leone ·
Soedan ·
Swaziland ·
Tanzania ·
Togo ·
Zambia ·
Zimbabwe ·
Zuid-Afrika
ZFA ·
Bondscoaches ·
Selecties · 
Topscorers · 
Zimbabwaans vrouwenelftal
1980 – 1989 · 
1990 – 1999 · 
2000 – 2009 · 
2010 – 2019 ·
2020 − 2029
1980 · 
1981 · 
1982 · 
1983 · 
1984 · 
1985 · 
1986 · 
1987 · 
1988 · 
1989 · 
1990 · 
1991 · 
1992 · 
1993 · 
1994 · 
1995 · 
1996 · 
1997 · 
1998 · 
1999 · 
2000 · 
2001 · 
2002 · 
2003 · 
2004 · 
2005 · 
2006 · 
2007 · 
2008 · 
2009 · 
2010 · 
2011 · 
2012 · 
2013 · 
2014 ·
2015 ·
2016 ·
2017 ·
2018 · 
2019 ·
2020 ·
2021 ·
2022 ·
2023
Algerije ·
Angola ·
Australië ·
Bahrein ·
Benin ·
Bosnië en Herzegovina · 
Botswana ·
Brazilië · 
Burkina Faso ·
Burundi ·
Centraal-Afrikaanse Republiek ·
China ·
Comoren ·
Congo-Brazzaville ·
Congo-Kinshasa ·
Djibouti ·
Egypte ·
Eritrea ·
Ethiopië ·
Gabon ·
Ghana ·
Guinee ·
Indonesië ·
Ivoorkust ·
Jordanië ·
Kaapverdië ·
Kameroen ·
Kenia ·
Koeweit ·
Lesotho ·
Liberia ·
Libië ·
Madagaskar ·
Malawi ·
Mali ·
Marokko ·
Mauritanië ·
Mauritius ·
Mozambique ·
Namibië ·
Nigeria ·
Oeganda ·
Oman ·
Rwanda ·
Qatar ·
Saoedi-Arabië ·
Senegal ·
Seychellen ·
Soedan ·
Somalië ·
Swaziland ·
Tanzania ·
Togo ·
Tunesië ·
Vietnam ·
Zaïre ·
Zambia ·
Zuid-Afrika · 
Zwitserland